# Lebo M.
Lebohang Morake, conocido artísticamente como Lebo M. (20 de mayo de 1964 en Soweto, Gauteng) es un productor y compositor musical surafricano conocido por sus arreglos musicales para la película de Walt Disney Company: El rey león.

## Biografía
Nacido en Soweto, estuvo trabajando en los suburbios de Johannesburgo en la época del apartheid hasta 1979, año en el que se exilió a Estados Unidos. Cinco años después del fin del conflicto racial, regresaría a su ciudad natal.
Comenzó a trabajar con el compositor Hans Zimmer en 1992 para la película de El Poder de Uno y en 1994 realizó la música para El Rey León. Desde los 90's Lebo ha trabajado junto con Zimmer realizando giras mundiales y actualmente participando en el remake de la película de El Rey León para Disney.
Reside con su familia en Johannesburgo y Los Ángeles donde es fundador de la asociación Lebo M Foundation y Till Dawn Entertainment.

## Discografía
- (1995) How Wonderful We Are
- (1995) Rhythm of the Pride Lands
- (1998) Return to Pride Rock: Songs Inspired by Disney's The Lion King II: Simba's Pride
- (2009) Lebo M Presents: Open Summahhh Open Happiness